# Kjölfjall
Kjölfjall är ett berg i republiken Island. Det ligger i regionen Austurland, 400 km öster om huvudstaden Reykjavík. Toppen på Kjölfjall är 583 meter över havet.
Trakten runt Kjölfjall är nära nog obefolkad, med mindre än två invånare per kvadratkilometer. Det finns inga samhällen i närheten. Trakten runt Kjölfjall består i huvudsak av gräsmarker.